# Abbamuseet
Abbamuseet (formellt engelska: ABBA The Museum) är en privatägd permanent utställning om den svenska musikgruppen Abba belägen i kvarteret Konsthallen vid Djurgårdsvägen 68 på Djurgården i Stockholm. Abbamuseet är beläget inom Kungliga nationalstadsparken. Fram till 2017 delade det även byggnad och entré med museet för musikinitiativet Swedish Music Hall of Fame.
Byggnaden, som till sin största del upptas av Backstage Hotel, ritades av Johan Celsing Arkitektkontor och öppnades våren 2013.

## Historik

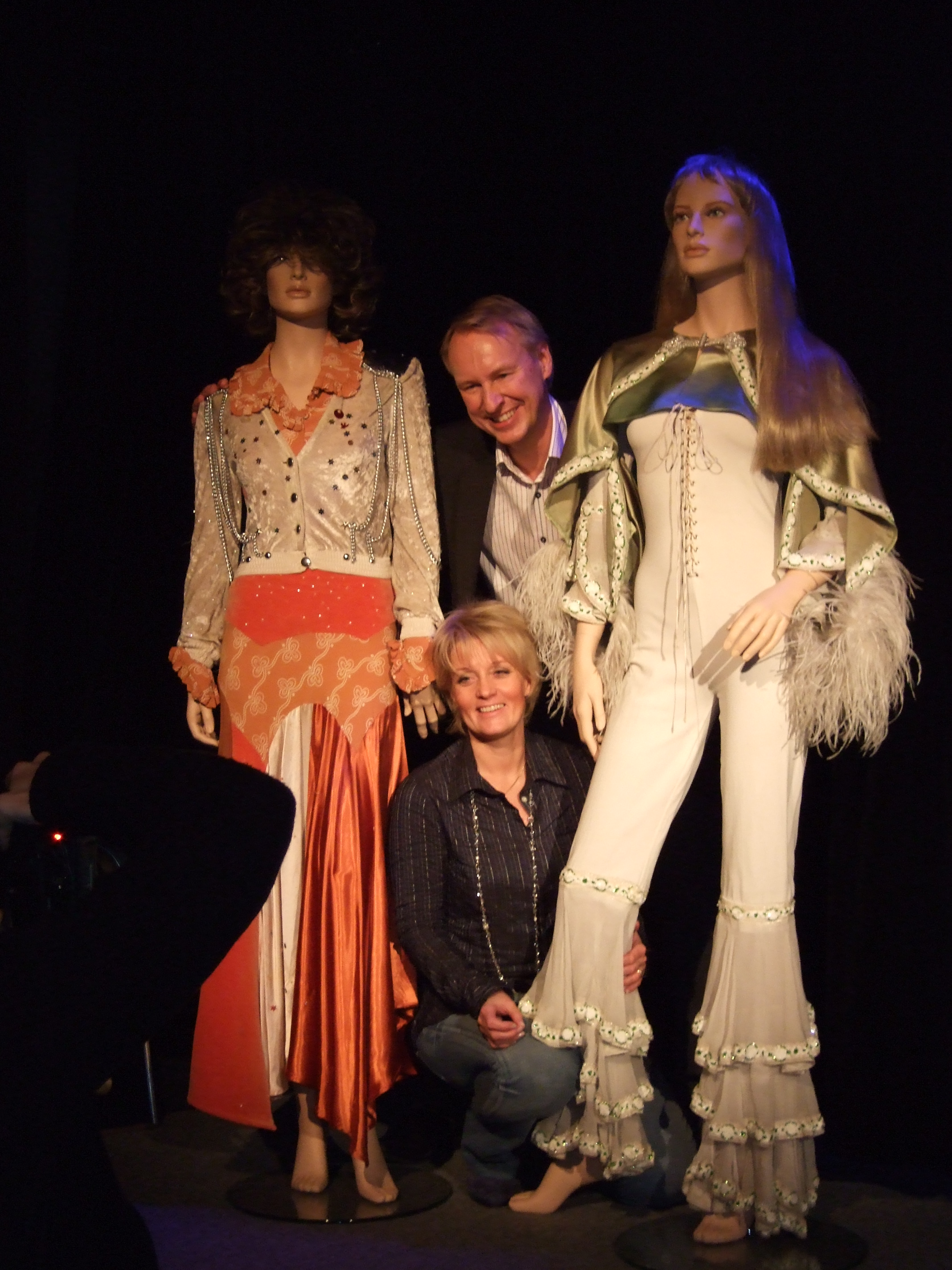
Planerna på ett Abbamuseum presenteras av Ewa Wigenheim-Westman och Ulf Westman 2006.

Projektet startades år 2006 av dåvarande makarna Ewa Wigenheim och Ulf Westman. Planen var först att öppna ett museum i Stora Tullhuset på Stadsgården under 2009 (nuvarande Fotografiska museet). Utställningen kom istället först att visas på en turné under en ny ägarstruktur efter att paret Wigenheim-Westman lämnat projektet. Det nya projektnamnet blev Abbaworld, som hade premiär i London i januari 2010. Utställningen gick sedan till Melbourne och Sydney i Australien, vidare till Ungern och Tjeckien innan den blev permanent i Stockholm. 
Utställningen gjordes om för en mer permanent lösning och öppnade under namnet "ABBA The Museum"  i Stockholm den 7 maj 2013. Sexton månader senare hade den besökts av en halv miljon besökare och efter 10-årsjubileet var besökssiffrorna uppe i 2 miljoner. Utställningen curerades av Ingmarie Halling, som också är museets kreativa chef. 

### Byggnad
Bygglovsansökan för att uppföra en permanent byggnad på platsen för den tidigare sommarrestaurangen Lindgården ingavs av Parks & Resorts Scandinavia, som även driver Gröna Lund. Planen var att den skulle byggas tillsammans med nya nöjesattraktioner på den plats som nu är Gröna Lunds parkeringsplats.
En tidigare detaljplan överprövades av länsstyrelsen som anförde i sitt beslut att det är av "särskild betydelse att en ny byggnad harmonierar med helhetsmiljön, annars riskeras att befintlig kulturhistoriskt värdefull miljö kan komma att skadas". Nuvarande detaljplan som innebar att den planerade byggnaden minskade i yta och volym vann laga kraft i november 2011. Ägare av tomträtten var sedan år 2007 fastighets- och byggbolaget Arcona som även blev initiativtagare och byggherre för det nya huset.
Huset som skulle bli platsen för ett nytt hotell med cirka 50 rum och "möjlighet att inrymma lokaler för kulturändamål" började uppföras på våren 2012 efter ritningar av Johan Celsing Arkitektkontor. Melody Hotel öppnade i april 2013 och utställningen den 7 maj 2013. Anläggningen har en L-formad grundplan och står söder om Liljevalchs konsthall. Närheten till konsthallen från 1916 (ritad av arkitekt Carl Bergsten) ställde extra höga krav på utformningen. 
Ovan mark har huset tre våningar och en takvåning. Varje våning är något indraget i förhållande till underliggande våning, vilket ger byggnaden en karakteristisk struktur. Fasadbeklädnaden består av målat massiv- och limträ som inramar längsgående terrasser och glaspartier. Taken utfördes flacka och kläddes med sedumväxter. Entré till utställningen sker över gården från Djurgårdsvägen. Utställningen disponerar inre delen av bottenvåningen och källarvåningen medan hotellet nyttjar de övriga våningsplanen. Husets bruttoarea, BTA är cirka 5 500 m².

## Attraktioner och utställningar
Vid urval, sammanställningen och presentation av utställningsföremål engagerade sig Abbamedlemmen Björn Ulvaeus aktivt och samtliga fyra gruppmedlemmar har bidragit med föremål till utställningarna. 
Via en audioguide kan besökare lyssna till gruppmedlemmarnas berättelser och minnen från karriären. Manuset till ljudguiden är specialskrivet av Catherine Johnson, manusförfattare till musikalfilmen Mamma Mia.
Utställningen visar ett flertal rekonstruerade miljöer knutna till gruppen. I miljöerna visas originalföremål från gruppens karriär och interaktiva inslag erbjuder besökaren möjlighet att själv prova på exempelvis att uppträda med gruppen på scenen, sjunga i studion eller svara på quiz. Alla resultat går att ladda hem via en streckkod på entrébiljetten. 
Bland de rekonstruerade miljöerna finns Polarstudion där Abba spelade in sånger från 1978. Där står ett piano som är sammankopplat med ett piano i Benny Anderssons nuvarande studio. När Andersson spelar i sin studio börjar museets piano att självspela. Vidare visas miljöer från svenska folkparker, låtskrivarstugan på Viggsö och Stikkan Andersons kontor i Stockholm.
Samtliga Abbamedlemmar har möjlighet att ringa till en röd telefon i museet, för att prata med besökare. 
I anslutning till museet finns en museibutik och en restaurang som hör till det intilliggande Pop House Hotel.

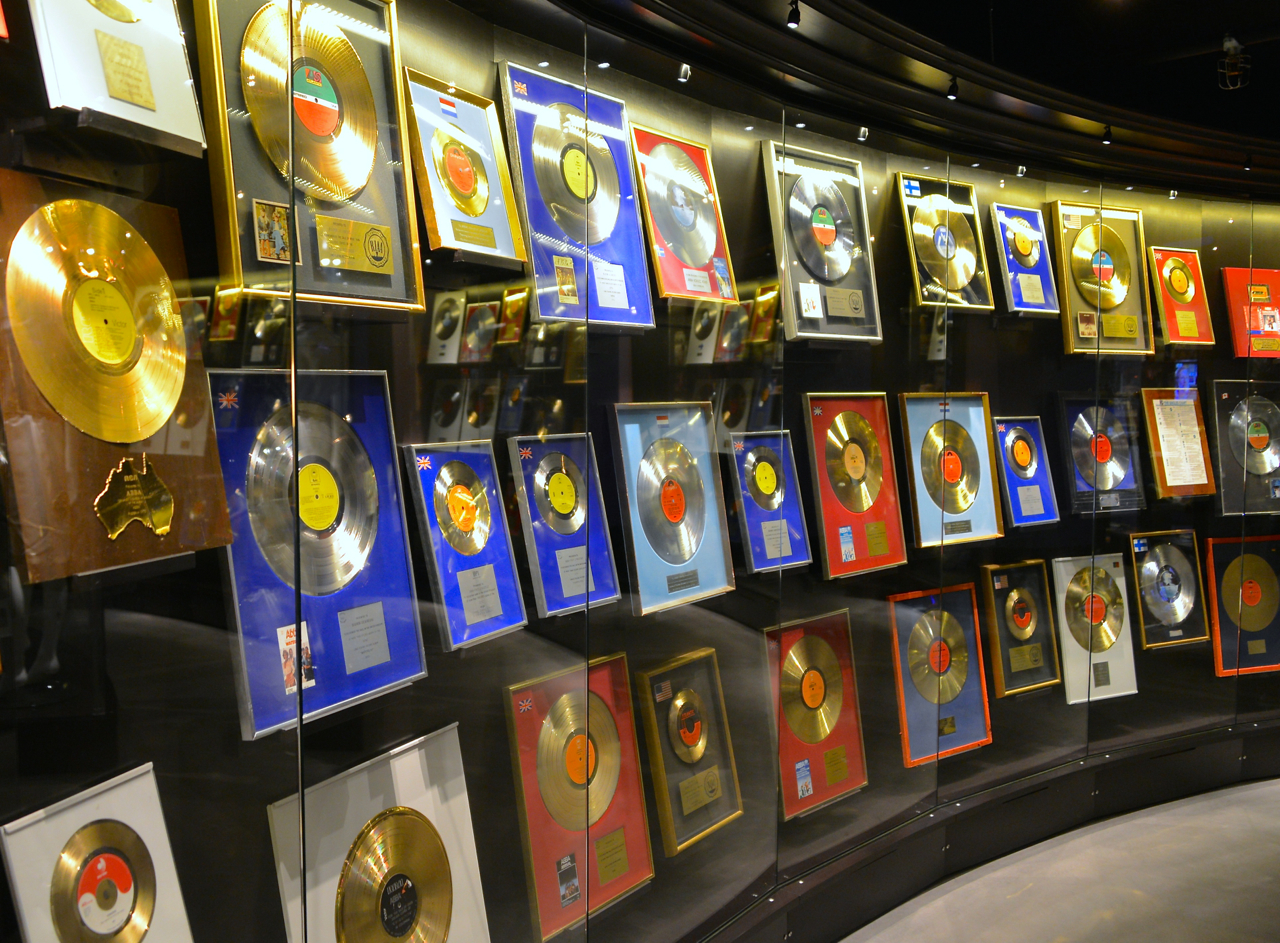
Guldrummet med ett flertal guld- och platinaskivor samt andra utmärkelser.
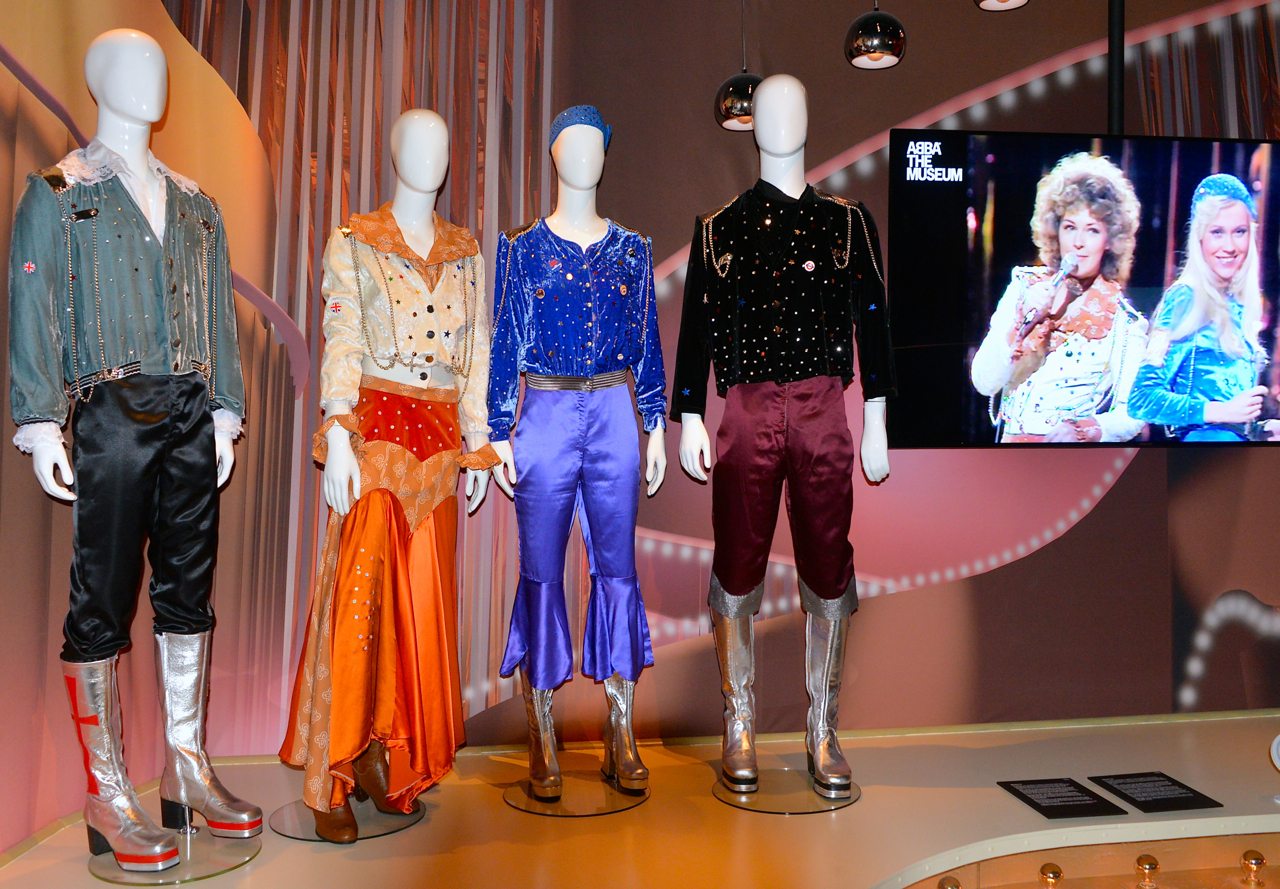
Waterloo-rummet med kopior av de kläder gruppen bar då de vann Eurovision Song Contest 1974. Originalen visas också i museet.

## Backstage Hotel

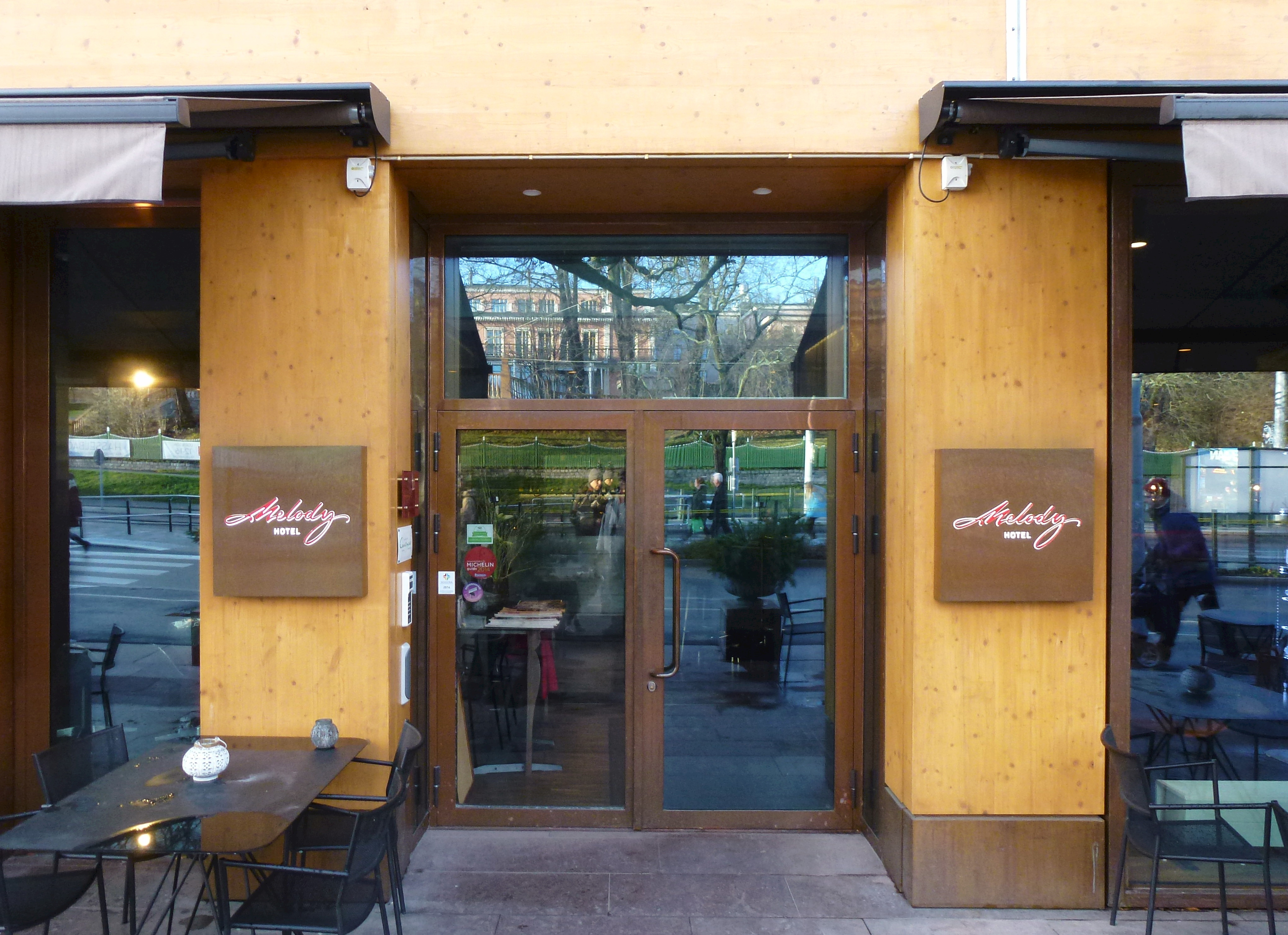
Backstage Hotels entré från Djurgårdsvägen.

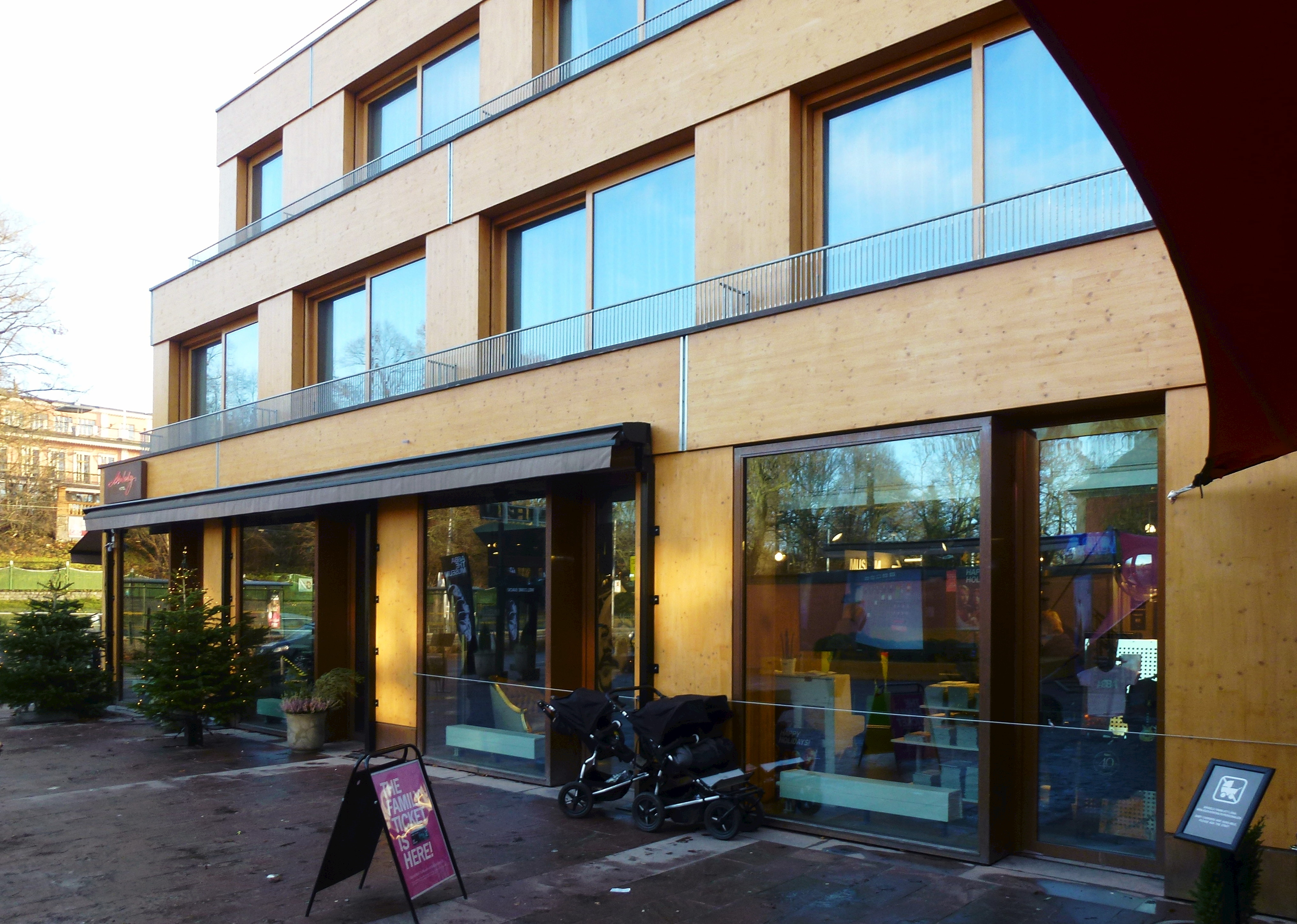
Restaurangens uteservering.

Backstage Hotel (ursprungligen Melody Hotel, sedan Pop House Hotel) är ett hotell beläget i kvarteret Konsthallen vid Djurgårdsvägen 68 på Södra Djurgården i Stockholm. Hotellet ligger i samma byggnad som Abbamuseet och öppnade i april 2013.
Huset började uppföras på våren 2012 efter ritningar av Johan Celsing Arkitektkontor. På platsen fanns tidigare sommarrestaurangen Lindgården från 1929 som stått oanvänd sedan 1993 och var förfallen. Efter en del turer godkändes nuvarande detaljplan år 2011.
Hotellanläggningen har en L-formad grundplan och står i kvarteret Konsthallen intill (söder om) Liljevalchs konsthall. Ovan mark har huset tre våningar och en takvåning. Fasadbeklädnaden består av målat massiv- och limträ som inramar längsgående terrasser och glaspartier. Taken utfördes flacka och kläddes med sedumväxter.
Hotellet förfogar över en restaurang och 50 rum där varje rum har stora fönster från golv till tak. I takvåningen finns tre sviter, ett superiorrum och ett dubbelrum. VD är Claes Livijn som tidigare drev Villa Källhagen på Norra Djurgården. Enligt Livijn skall ”hotellet, restaurangen och de bägge museerna uppfattas som en enda leverantör till marknaden”.